# 幼年唱歌
幼年唱歌（ようねんしょうか）、または、教科適用幼年唱歌（きょうかてきようようねんしょうか）は、言文一致唱歌を導入した代表的な唱歌集の1つである。尋常小学校1～4年生（6～10歳）を対象に編纂された。
納所弁次郎・田村虎蔵共編で、1900年（明治33年）から1902年（明治35年）にかけて、合計10巻が刊行された。1巻ごとの収録曲数は8曲または10曲。全88曲。
それまで用いられた『小学唱歌集』（1881年～1884年発行）は欧米曲が大半であったが、この『幼年唱歌』は、日本人が作曲したものが8割以上であった。そのうち、「金太郎」、「花咲爺」、「兎と亀」などは後世まで歌い継がれ、「兎と亀」は亀田製菓が設立40周年記念文化事業として選んだ「日本の歌百選」（2000年）に選出された。

## 曲目一覧

### 初編上巻
1. 雲雀（納所弁次郎作曲、石原和三郎作詞）
2. 金太郎（田村虎蔵作曲、石原和三郎作詞）
3. 櫻（米国民歌[2]、石原和三郎作詞）
4. めぐれ（田村虎蔵作曲、田辺友三郎作詞）
5. 開いたゝ（日本童謡）
6. 桃太郎（納所弁次郎作曲、田辺友三郎作詞）
7. 友達（田村虎蔵作曲、田辺友三郎作詞）
8. 蛍（納所弁次郎作曲、田辺友三郎作詞）

### 初編中巻
1. 猿蟹（納所弁次郎作曲、石原和三郎作詞）
2. 運動會（田村虎蔵作曲、田辺友三郎作詞）
3. お月様（納所弁次郎作曲、石原和三郎作詞）
4. 雁（がん）（英国民歌[3]、田辺友三郎作詞）
5. 浦島太郎（田村虎蔵作曲、石原和三郎作詞）
6. 兵隊（独国風歌[4]、石原和三郎作詞） - ドイツの子どもの歌「Gestern Abend ging ich aus」[5]と同曲
7. 大寒小寒（田村虎蔵作曲、石原和三郎作詞）
8. 雪だるま（納所弁次郎作曲、田辺友三郎作詞）

### 初編下巻
1. お正月（納所弁次郎作曲、田辺友三郎作詞）
2. 花咲爺（田村虎蔵作曲、石原和三郎作詞）
3. たこ（納所弁次郎作曲、石原和三郎作詞）
4. 梅（英国風曲[6]、石原和三郎作詞）
5. お雛様（田村虎蔵作曲、田辺友三郎作詞）
6. 親と子（武田林風作曲、田辺友三郎作詞）
7. 舌切雀（納所弁次郎作曲、田辺友三郎作詞）
8. 進め（田村虎蔵作曲、石原和三郎作詞）

### 貳編上巻
1. 春の野（田村虎蔵作曲、田辺友三郎作詞）
2. 蝶々（納所弁次郎作曲、石原和三郎作詞）
3. 大江山（田村虎蔵作曲、石原和三郎作詞）
4. 池に金魚（英国風曲[7]、田辺友三郎作詞）
5. 兎と亀（納所弁次郎作曲、石原和三郎作詞）
6. 鷲（田村虎蔵作曲、石原和三郎作詞）
7. 蜻蛉（多梅稚作曲、田辺友三郎作詞）
8. 松山鏡（納所弁次郎作曲、田辺友三郎作詞）

### 貳編中巻
1. 日の丸（納所弁次郎作曲、石原和三郎作詞）
2. 神武天皇（田村虎蔵作曲、石原和三郎作詞）
3. 虎（納所弁次郎作曲、石原和三郎作詞）
4. 蜜蜂（田村虎蔵作曲、田辺友三郎作詞）
5. 海（米国風曲[8]、石原和三郎作詞） - 「ゆかいな木きん」と同曲
6. 稲（田村虎蔵作曲、田辺友三郎作詞）
7. 日本武尊（納所弁次郎作曲、田辺友三郎作詞）
8. 牛と馬（吉田信太作曲、田辺友三郎作詞）

### 貳編下巻
1. 羽子（田村虎蔵作曲、田辺友三郎作詞）
2. 金鵄（きんし）勲章（納所弁次郎作曲、石原和三郎作詞）
3. 毬（英国風曲[9]、田辺友三郎作詞） - 原曲はドイツの子どもの歌「小ぎつね」[10]
4. 加藤清正（納所弁次郎作曲、田辺友三郎作詞）
5. 雪投（ゆきなげ）（田村虎蔵作曲、石原和三郎作詞）
6. 烏（奥好義作曲、田辺友三郎作詞）
7. 笛と太鼓（納所弁次郎作曲、石原和三郎作詞）
8. 牛若丸（田村虎蔵作曲、石原和三郎作詞）

### 三編上巻
1. 春の山（納所弁次郎作曲、佐々木信綱作詞）
2. 和気清麿（田村虎蔵作曲、田辺友三郎作詞）
3. 燕（独国風曲[11]、石原和三郎作詞） - ドイツの子どもの歌「Trarira, der Sommer, der ist da!」[12]と同曲
4. 潮干狩（小出雷吉作曲、佐々木信綱作詞）
5. 北条時宗（田村虎蔵作曲、石原和三郎作詞）
6. 蝙蝠（納所弁次郎作曲、田辺友三郎作詞）
7. 平重盛（納所弁次郎作曲、石原和三郎作詞）
8. 汽車（田村虎蔵作曲、石原和三郎作詞）
9. 新田義貞（鈴木米次郎作曲、富永岩太郎作詞）
10. 海水浴（納所弁次郎作曲、石原和三郎作詞）

### 三編下巻
1. 日本三景（田村虎蔵作曲、石原和三郎作詞）
2. 皇恩（納所弁次郎作曲、桑田春風作詞）
3. 大和男児（本元子作曲、東宮鉄真呂作詞）
4. 森蘭丸（田村虎蔵作曲、石原和三郎作詞）
5. 菅公（目賀田万世吉作曲、桑田春風作詞）
6. 年の暮（西洋曲[13]、石原和三郎作詞）
7. 養生（田村虎蔵作曲、石原和三郎作詞）
8. 護良（もりなが）親王（納所弁次郎作曲、石原和三郎作詞）
9. 鶯（英国風曲[14]、笠原白雲作詞）
10. 野遊び（田村虎蔵作曲、富永岩太郎作詞）

### 四編上巻
1. 海の世界（納所弁次郎作曲、桑田春風作詞）
2. 近江聖人（内田粂太郎作曲、石原和三郎作詞）
3. 山路の旅（納所弁次郎作曲、旗野士良作詞）
4. 夕立（田村虎蔵作曲、石原和三郎作詞）
5. 蜂（欧州曲[15]、高木和足作詞）
6. 汽船（納所弁次郎作曲、石原和三郎作詞）
7. 菊（田村虎蔵作曲、旗野士良作詞）
8. 行軍（独国風曲[16]、杉谷代水作詞）
9. 徳川光圀（納所弁次郎作曲、桑田春風作詞）
10. 源平の戦い（田村虎蔵作曲、石原和三郎作詞）

### 四編下巻
1. 二宮尊徳（田村虎蔵作曲、桑田春風作詞）
2. 鶏（H. Werner作曲[17]、大橋銅造作詞）
3. 大砲（田村虎蔵作曲、旗野士良作詞）
4. 国旗（納所弁次郎作曲、佐々木吉三郎作詞）
5. 五港（永井幸次作曲、石原和三郎作詞）
6. 凱旋（田村虎蔵作曲、石原和三郎作詞）
7. 水鳥（納所弁次郎作曲、桑田春風作詞）
8. 雪景色（田村虎蔵作曲、旗野士良作詞）
9. 卒業の歌（独国風曲[18]、旗野士良作詞） - 原曲はドイツ学生歌「Krambambuli」[19]
10. 明治の御代（納所弁次郎作曲、石原和三郎作詞）